# André Maurois
André Maurois, född 26 juli 1885 i Elbeuf, död 9 oktober 1967 i Neuilly-sur-Seine, var en fransk författare. 

## Biografi
Maurois (egentligen Emile Salomon Wilhelm Herzog) föddes i Elbeuf i Normandie. Han utbildade sig i Rouen. I första världskriget tjänstgjorde Maurois som tolk och förbindelseofficer med brittiska armén. Detta skildrade han även i sin halvt självbiografiska debutroman vilken blev populär i både Frankrike och Storbritannien. Han antog i sina böcker den pseudonym som han kom att bli känd under. Han blev medlem av Académie française 1938. Under andra världskriget evakuerades han i samband med Frankrikes fall och kom att tjänstgöra i de fria franska styrkorna. Maurois var en mycket bred författare och har utöver romaner bland annat skrivit barnböcker samt biografier över både franska och brittiska kulturpersonligheter. Till svenska har bland annat romanen Familjekretsen översatts. 

## Verk (svenska översättningar)
(Översättning Elsa Thulin, om ej annat anges)
- Ariel: Shelleys liv (Ariel, ou, La vie de Shelley) (Geber, 1924)
- Mejpe eller Flykten från verkligheten (Meipe) (Geber, 1926)
- Disraelis liv (La vie de Disraëli) (Geber, 1927)
- Kärlekens klimat (Climats) (Geber, 1929)
- Byron (Don Juan ou la vie de Byron) (Geber, 1930)
- Själarnas vågmästare: fantastiska noveller (Le peseur d’âmes) (Geber, 1931)
- Turgenev (Tourgueniev) (Geber, 1932)
- Familjekretsen (Le cercle de famille) (Geber, 1932)
- Edvard VII och hans tid (Eduoard VII et son temps) (Geber, 1934)
- Greppet om lyckan (L'instinct du bonheur) (Geber, 1935)
- Tankeläsningsapparaten (La machine à lire les pensées) (Bonnier, 1938)
- Chateaubriand och hans samtid (Chateaubriand et son temps) (Bonnier, 1939)
- Frankrikes tragedi (Tragedy in France) (Bonnier, 1940)
- Minnen (Memoires) (Bonnier, 1944)
- Det förlovade landet (Terre promise) (Bonnier, 1946)
- Förenta staternas historia: från 1492 till våra dagar (Histoire des États Unis) (Bonnier, 1948)
- Lélia eller George Sands liv (Lélia ou la vie de George Sand) (Bonnier, 1953)
- Kvinnor i Paris (Femmes de Paris) (foto: Nico Jesse, översättning Allan Bergstrand, Allhem, 1954)
- Oskulden vinner alltid: komedi (Aux innocents les mains pleines) (otryckt översättning av Lill-Inger och Göran O. Eriksson för Radioteatern 1955)
- Olympio: Victor Hugos liv (Olympio ou La vie de Victor Hugo) (översättning Elsa Thulin och Karin Alin, Bonnier, 1956)
- Rosor i september (Les roses de septembre) (översättning Eva Alexanderson, Bonnier, 1957)
- De tre Dumas (Les trois Dumas) (översättning Margareta Ångström, Bonnier, 1961)
- Napoleon: en bildbiografi (Napoleon, a pictorial biography) (översättning från franska manuskriptet av Birgitta Dalgren, Natur & Kultur, 1964)
- Victor Hugo: en bildbiografi (Victor Hugo and his world) (översättning från det franska manuskriptet av Birgit Hanes, Natur & Kultur, 1966)
- Tjockisar och smalisar (Patapoufs et filifers) (översättning Brita af Geijerstam, Bonnier, 1969)
- På spaning efter Marcel Proust (À la recherche de Marcel Proust) (översättning Lily Vallquist och Kajsa Rootzén, reviderad av Eva Alexanderson och Sven Ryberg, Bonnier, 1982)